# Винжен
Винжен (фр. Wingen) — коммуна на северо-востоке Франции в регионе Гранд-Эст (бывший Эльзас — Шампань — Арденны — Лотарингия), департамент Нижний Рейн, округ Агно-Висамбур, кантон Рейшсоффен. До марта 2015 года коммуна административно входила в состав кантона Висамбур (округ Висамбур).
Площадь коммуны — 16,79 км², население — 458 человек (2006) с тенденцией к стабилизации: 456 человек (2013), плотность населения — 27,2 чел/км².

## Население
Население коммуны в 2011 году составляло 447 человек, в 2012 году — 451 человек, а в 2013-м — 456 человек.
| 1962 | 1968 | 1975 | 1982 | 1990 | 1999 | 2006 | 2008 | 2011 | 2012 | 2013 |
| ---- | ---- | ---- | ---- | ---- | ---- | ---- | ---- | ---- | ---- | ---- |
| 522  | 496  | 485  | 451  | 456  | 470  | 458  | 453  | 447  | 451  | 456  |

Динамика населения:

## Экономика
В 2010 году из 301 человек трудоспособного возраста (от 15 до 64 лет) 237 были экономически активными, 64 — неактивными (показатель активности 78,7 %, в 1999 году — 64,4 %). Из 237 активных трудоспособных жителей работали 218 человек (126 мужчин и 92 женщины), 19 числились безработными (11 мужчин и 8 женщин). Среди 64 трудоспособных неактивных граждан 18 были учениками либо студентами, 24 — пенсионерами, а ещё 22 — были неактивны в силу других причин.